# Simone da Chieti
Simone da Chieti (Chieti, XIII secolo – ...) è stato un condottiero italiano.

## Biografia
Visse durante il regno di Federico II di Svevia, che notandone la capacità nelle armi e il valore lo coinvolse in varie imprese. Ne scrisse Cesare De Laurentiis nel suo Il Gastaldato di Teate e i suoi Conti, citando la prima menzione nel 1219. Fu conte di Chieti. Nella Historia diplomatica Federici II, voll. 2-3-4 è citato come conte nel 1226 e 1229. Viaggiò come testimone  di placiti in Hagenaw, Francoforte, nel 1221 fu a Palermo, Catania, nel 1226 in Toscana poi a Ripatransone e Pescara, nel 1232 ad Apricena, poi Montefiascone, nel 1232 a Piacenza, nel 1236 a Vicenza, Faenza (1237), Parma (1238-39), Bologna, accampamento di San Germano (1242) e Viterbo (1243).
Riccardo da San Germano nella sua Cronaca ricorda la spedizione di 500 armati diretta dal conte Simone da Chieti ("Simone Theatino") in soccorso di Ravenna nel 1238, la vittoria da lui riportata insieme coi Parmigiani sui Bolognesi nel 1239 e, infine, l'assedio di Viterbo da lui diretto nel 1243.